# Animexx

Logo Animexx

Animexx là một hiệp hội tự nguyện của Đức (Eingetragener Verein) để quảng bá văn hóa đại chúng Nhật Bản, đặc biệt là anime và manga. Tổ chức này được thành lập vào ngày 30 tháng 1 năm 2000 tại Munich khi hai nhóm khác, 1. Sailor-Moon-Online-Fanclub và Animangai, được sáp nhập. Vào ngày 5 tháng 5 năm 2008, Animexx trở thành thành viên của Verband Deutsch-Japanischer Gesellschaften, một nhóm các tổ chức và những người quan tâm đến mối quan hệ giữa Nhật Bản và Đức.
Tính đến tháng 2 năm 2010, trang web tuyên bố có hơn 126.000 thành viên. Trang web bao gồm các diễn đàn thảo luận, phòng trưng bày fanart, và các khu vực để xuất bản fanfiction và doujinshi. Kết hợp với Egmont Manga & Anime, và tạp chí trực tuyến AnimePro, họ cho tái bản một số doujinshi trong tuyển tập. Theo tạp chí Đức Spiegel Online, đây là cổng thông tin web lớn nhất dành cho các họa sĩ Manga ở Đức.
Có hơn 10.000 dojinshi có sẵn trên trang web, được kiểm soát và kiểm tra chất lượng về "khả năng chấp nhận pháp lý". Truyện kể về người thật không được phép và có "lệnh cấm hoàn toàn" đối với shotacon và lolicon. Schwarzer Turm, một nhà xuất bản nhỏ chuyên xuất bản tác phẩm của Đức, sử dụng Animexx để tìm các tay họa sĩ mới và hợp tác xuất bản các tuyển tập manga cùng nhau.
Vào tháng 5 năm 2002, nhóm cũng bắt đầu tổ chức hội chợ người hâm mộ Connichi, cũng như bốn hội chợ khác nữa: Hanami ở Ludwigshafen, YukiCon ở Zuffenhausen, J-Con ở Merzig và Animuc ở Fürstenfeldbruck.